# Glyptotendipes
Genre
Glyptotendipes est un genre d'insectes diptères nématocères de la famille des Chironomidae.

## Liste d'espèces
Selon ITIS (5 déc. 2011) :
- Glyptotendipes amplus Townes, 1945
- Glyptotendipes atrimanus (Coquillett)
- Glyptotendipes barbipes (Staeger, 1839)
- Glyptotendipes brachialis
- Glyptotendipes caulicola
- Glyptotendipes dreisbachi Townes, 1945
- Glyptotendipes gripekoveni (Kieffer, 1913)
- Glyptotendipes lobiferus (Say, 1823)
- Glyptotendipes meridionalis Dendy & Sublette, 1959
- Glyptotendipes pallens (Meigen, 1804)
- Glyptotendipes paripes (Edwards, 1929)
- Glyptotendipes polytomus
- Glyptotendipes seminole Townes, 1945
- Glyptotendipes senilis (Johannsen, 1937)
- Glyptotendipes testaceus (Townes, 1945)
- Glyptotendipes unacus Townes, 1945